# FC Spartak Tambov
El FC Spartak Tambov (del ruso: ФК «Спартак» Тамбов) es un club de fútbol ruso de la ciudad de Tambov, fundado en 1960. El club disputa sus partidos como local en el estadio Spartak y juega en la segunda división, el tercer nivel en el sistema de ligas ruso.
En el equipo han jugado jugadores de la talla de Yuri Zhirkov y Dmitri Sychov.

## Jugadores
Actualizado al 20 de agosto de 2012, según RFS (enlace roto disponible en Internet Archive; véase el historial, la primera versión y la última)..